# Nowa karłowata

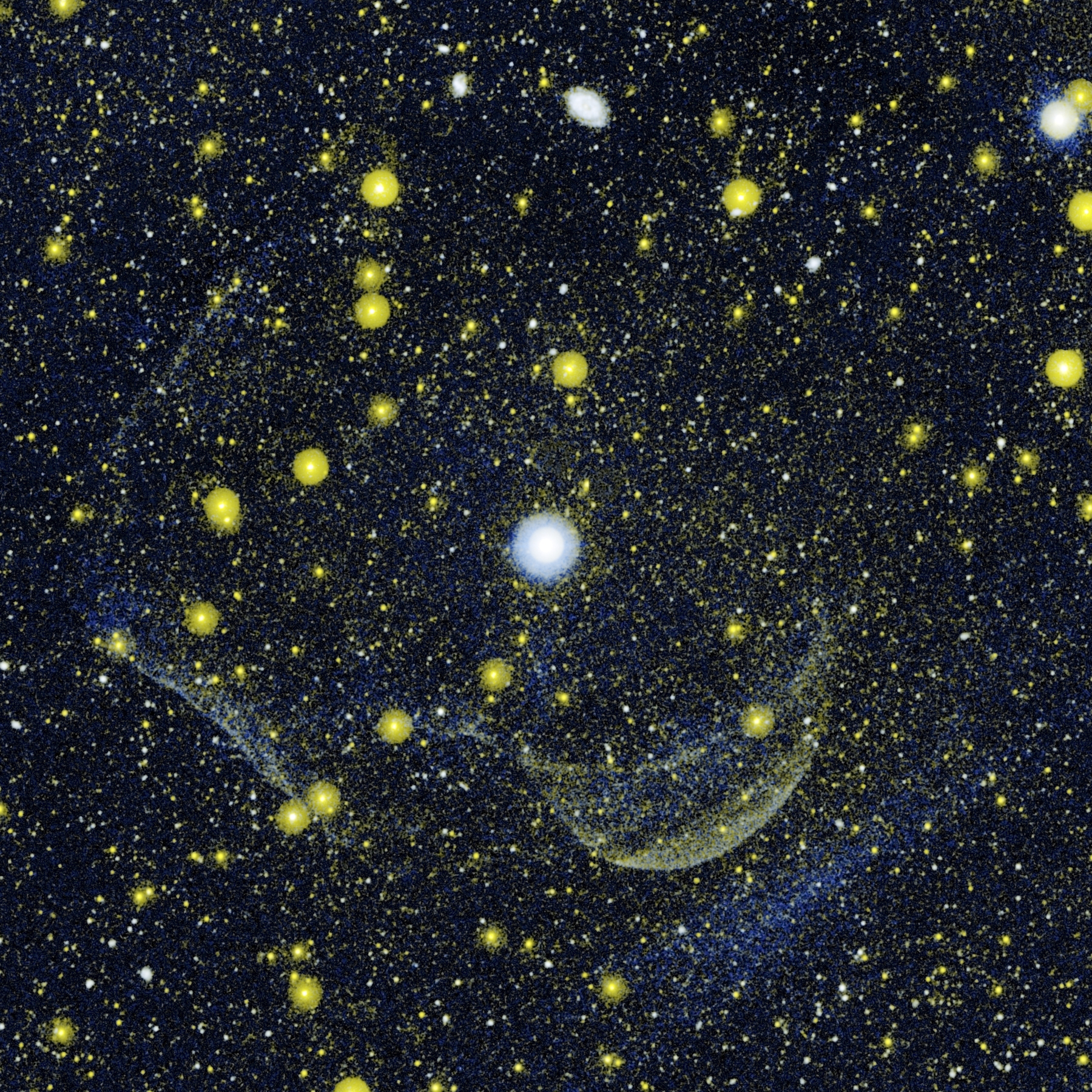
Nowa karłowata Z Camelopardalis (biały obiekt pośrodku). Zdjęcie wykonane przez teleskop kosmiczny GALEX

Nowa karłowata (DN, ang. Dwarf Nova) – gwiazda zmienna kataklizmiczna, w rzeczywistości ciasny układ podwójny złożony z gwiazdy podobnej do Słońca i białego karła, ściągającego grawitacyjnie materię ze swojej towarzyszki. Nowe karłowate charakteryzują się wielokrotnymi wybuchami, w trakcie których ich jasność wzrasta przeciętnie w zakresie od 2 do 5 wielkości gwiazdowych.

## Mechanizm działania
Nowa karłowata charakteryzuje się nagłym pojaśnieniem gwiazdy, podobnie jak zwykła nowa, jednak amplituda rozbłysku jest mniejsza, a mechanizm działania jest inny. W przypadku nowej wybuch jest efektem fuzji i eksplozji zgromadzonego na powierzchni białego karła wodoru. Nowa karłowata natomiast, zgodnie z teorią, rozbłyska na skutek niestabilności dysku akrecyjnego, powodującej zwiększenie tempa przepływu materii przez dysk w stronę białego karła i w konsekwencji wyzwalanie wielkiej ilości energii potencjalnej w trakcie spadku gazu na białego karła. Pewną rolę może też odgrywać towarzysząca temu zjawisku zmiana tempa wypływu masy z gwiazdy towarzysza oraz efekt oświetlania powierzchni dysku przez gorącego białego karła.
Standardowy model niestabilności dysku związany jest z występowaniem obszarów częściowej jonizacji wodoru. W temperaturach powyżej 10 000 K cały wodór w dysku jest zjonizowany, natomiast w temperaturach nie większych niż 1000 K wodór jest neutralny.
Dysk jest w obydwu przypadkach termicznie stabilny, ponieważ jego chłodzenie promieniste zależy od temperatury silniej niż ogrzewanie wskutek lepkości. Ta ostatnia zależność jest określona przez zmiany nieprzezroczystości plazmy w funkcji temperatury: w gorącym dysku
jest to zależność potęgowa z indeksem ujemnym, dlog(kappa)/dlog(T)≈-4.
W pośrednich temperaturach mamy natomiast do czynienia z odwróceniem trendu i indeks potęgowy staje się silnie dodatni, dlog(kappa)/dlog(T)≈7-10. W związku z tym chłodzenie dysku maleje ze wzrostem temperatury, co prowadzi do niestabilności termicznej.
Ponieważ tempo akrecji materii w dysku nie jest stałe, mamy do czynienia z cyklicznymi pojaśnieniami i pociemnieniami, w trakcie których materia oscyluje pomiędzy stanami stabilnymi, gorącym i chłodnym.

## Podział
Wyróżnia się trzy typy nowych karłowatych:
- U Geminorum
- Z Camelopardalis
- SU Ursae Majoris

Wszystkie typy nowych wykazują wybuchy "zwykłe", natomiast nowe typu SU UMa wykazują dodatkowo "superwybuchy".
Wybuch zwykły osiąga amplitudę o 2-5 magnitudo i trwa 2-20 dni. Okresy powtarzania się takich wybuchów wynoszą od kilku dni do lat.
Profile czasowe mogą być albo wąskie i symetryczne, albo też szerokie i asymetryczne, przy czym oba typy mogą występować w tym samym źródle i mają jednakowe amplitudy.
Superwybuchy mają amplitudy większe o ok. 0,7 magnitudo i trwają pięciokrotnie dłużej, a odstępy między nimi również są dłuższe. Jeśli dane źródło wykazuje zarówno wybuchy zwykłe jak i superwybuchy, to te ostatnie są przedzielone sekwencjami wybuchów zwykłych.
Niektóre źródła (podtyp WZ Sge) wykazują jedynie superwybuchy. Odstęp pomiędzy nimi jest wówczas bardzo długi, rzędu 30 lat.
Cechą charakterystyczną podczas superwybuchów mogą być również tzw. supergarby, pojaśnienia pojawiające się cyklicznie z okresem nieco dłuższym od okresu orbitalnego danego układu (kilka godzin).

## Przedstawiciele
Obecnie znanych jest kilkaset nowych karłowatych. Najjaśniejszą z nich jest SS Cygni.